# 天主教卡羅利納教區
天主教卡羅利納教區（拉丁語：Dioecesis Carolinensis in Brasilia），是巴西一個天主教教區，位於馬拉尼昂州西南部，屬馬拉尼昂的聖路易斯總教區。
教區前身是一個自治監督區，成立於1958年1月14日，1979年10月16日升為教區。2006年有教友136,000人，佔總人口87.2%。有九個堂區、司鐸十一人。現任教區主教為小若瑟·蘇亞雷斯。